# Пабло Сентуріон
Пабло Сентуріон (ісп. Pablo Centurión, нар. 1926) — парагвайський футболіст, воротар, виступавший, зокрема, за клуб «Мільйонаріос».

## Клубна кар'єра
У футболі дебютував 1950 року виступами за команду «Серро Портеньйо». Згодом перебрався до Колумбії, перейшовши у «Бока Хуніорс» (Калі). Відіграв за команду з Калі наступні шість сезонів своєї ігрової кар'єри.
Своєю грою за цю команду привернув увагу представників тренерського штабу клубу «Мільйонаріос», до складу якого приєднався 1958 року. Відіграв за команду з Боготи наступні п'ять сезонів своєї ігрової кар'єри. Більшість часу, проведеного у складі «Мільйонаріос», був основним голкіпером команди.
Протягом 1964—1965 років захищав кольори команди «Атлетіко Насьйональ».
До складу клубу «Санта-Фе» приєднався 1965 року. Відіграв за команду з Боготи 59 матчів в національному чемпіонаті.

## Виступи за збірну
Був присутній в заявці збірної на чемпіонаті світу 1950 року у Бразилії, але на поле не виходив. Через свою імміграцію до Колумбії, так і не зіграв жодного матчу за збірну Парагваю.